# 다방 (영화)
다방(Dabangg)은 인도에서 제작된 아브히나브 카시야프 감독의 2010년 액션, 코미디, 멜로/로맨스, 스릴러 영화이다. 살만 칸 등이 주연으로 출연하였고 아르바자 칸 등이 제작에 참여하였다.

## 출연

### 주연
- 살만 칸
- 소나크시 신하

### 조연
- 티누 아난드
- 마히 길
- 딤플 카파디아
- 아르바자 칸
- 비노드 칸나
- 아누팜 커
- 마헤쉬 만레카
- 옴 푸리

## 제작진
- 미술: 와시크 칸